# Pařížská rada
Pařížská rada (francouzsky Conseil de Paris) je volené shromáždění v Paříži s pravomocemi zastupitelstva obce (pro obec Paříž) i generální rady (pro Paříž jako departement). Toto ustanovení vychází ze zákona z 10. července 1964 o reorganizaci pařížského regionu a Paříž je jediné město ve Francii, které v sobě takto spojuje obec (samosprávu) i departement (státní správu). Funkce rady je definována na základě tzv. zákona PLM (Paříž-Lyon-Marseille) z roku 1982. Starosta Paříže, který předsedá pařížské radě tedy zároveň nese povinnosti prezidenta generální rady pro departement Paříž. Pařížská rada má 163 členy.

## Volba rady a starosty
Členové rady jsou voleni na šest let pro daný městský obvod ve všeobecných a přímých volbách. Volba probíhá ve dvou kolech. Počet zástupců jednotlivých obvodů v radě je daný počtem obyvatel obvodu a proto kolísá od 3 do 17 osob:
- 3 zástupce mají v radě 1., 2., 3., 4., 6. a 8. obvod
- 4 zástupce mají 5. a 9. obvod
- 5 zástupců 7. obvod
- 6 zástupců 10. obvod
- 10 zástupců 12. a 14. obvod
- 11 zástupců 11. obvod
- 12 zástupců 19. obvod
- 13 zástupců 13., 16., 17. a 20. obvod
- 14 zástupců 18. obvod
- 17 zástupců 15. obvod

Při prvním zasedání je tajným hlasováním zvolen starosta, který musí získat absolutní většinu hlasů v prvních dvou kolech nebo relativní většinu ve třetím kole. Tzv. starostovi přidělenci (adjoints), jejichž počet nesmí přesáhnout 48, jsou voleni radou podle stranických kandidátek s absolutní většinou.

## Jednací řád rady
Rada se schází 11krát za rok, to znamená obvykle jednou za měsíc. Na svých schůzích projednává záležitosti pařížské obce i departementu, takže v sobě zahrnuje pravomoci obecního zastupitelstva, doslovně městské rady (conseil municipal) i rady departementu (conseil général).

## Složení výborů
V rámci pařížské rady existuje devět výborů složených v poměrném zastoupení ze 16 až 20 členů a náhradníků. Tyto výbory mají za úkol předběžně projednávat záležitosti pro jednání rady a připravovat radním veškeré podklady.

## Funkční požitky
Protože je Paříž zároveň obec i departement, jsou požitky rozděleny do několika částí. V součtu činí hrubý měsíční příjem voleného radního 4095 €. Starosta Paříže má plat 8509 € plus 2416 € na výdaje za reprezentaci. Starostovi přidělenci mají měsíční plat 4808 €.